# Лелії (рід)
Лелії — патриціанський рід Стародавнього Риму. Був прихильником політичної групи на чолі із родом Еміліїв. Найбільшого піднесення набули наприкінці III- всередині II ст. до н. е. Помірковані оптимати. Когноменами були — Сапіенс та Бальб.

## Найвідоміші Лелії
- Гай Лелій, консул 190 року до н. е., друг Сципіона Африканського Старшого.
- Гай Лелій Сапіенс, консул 140 року до н. е., друг Сципіона Еміліан Молодшого, відомий красномовець та філософ.
- Децим Лелій, народний трибун 54 року до н. е.
- Децим Лелій Бальб, командувач флотом Гнея Помпея Магна у період громадянської війни з Гаєм Юлієм Цезарем.
- Децим Лелій Бальб, консул 6 року до н. е.
- Децим Лелій Бальб, консул-суффект 46 року.
- Марк Елій Фульвій Максим Еміліан, консул 227 року.